# 饒元珙
饒元珙（？—1648年），字仲璨，江西南昌府進賢縣人，明朝政治人物，賜特用進士出身。
崇禎六年（1633年）考中舉人，授工部主事，十五年賜進士，歴官工部員外郎、工部營繕司郎中，管繕營房飭守備，居官勤慎罔懈，又管臨清磚廠，革除相沿陋規，後致仕歸鄉。永曆二年七月於鶴仙峰躲避兵亂被執，其子饒宇柟從藏匿所急出請以身代父，後父子同死。

## 家庭
- 父：饒景曜，字崑國，萬曆二十年壬辰科進士。
- 子：饒宇柟（1627－1648），諸生。
- 子：饒宇朴（1629－1689），字蔚宗，號㘞庵，別號鹿同，諸生。與朱耷相友。
- 子：饒宇藻，字理庵，諸生。